# 叶夫根尼·阿列克谢耶维奇·普列奥布拉任斯基
叶夫根尼·阿列克谢耶维奇·普列奥布拉任斯基（俄语：Евгений Алексе́евич Преображенский，1886年2月3日—1937年7月13日），苏联经济学家、社会学家，第9届布尔什维克党中央委员会委员，主张通过工农业剪刀差优先发展重工业以快速实现工业化。1919年与布哈林合著《共产主义ABC》，但二人在工业化问题上观点相左。
普列奥布拉任斯基与托洛茨基及20年代的左翼反对派运动关系密切，在左翼反对派于权力斗争中失败后于1929年宣布与托氏划清界限得以恢复党籍重返工作，但还是在1932年加入了秘密反对集团，1933年被捕，1937年在大清洗中被处决。

## 早年经历
叶夫根尼·阿列克谢耶维奇·普列奥布拉任斯基，于俄历1886年2月15日生于俄罗斯帝国奥廖尔省博尔霍夫，他的祖父是一位东正教神父，而他的父亲阿列克谢·亚历山德罗维奇·普列奥布拉任斯基曾在一所地方自治局学校任教七年，并在1883年成为博尔霍夫教区主教。阿列克谢随即自费在教区内开设了一所小学。 叶夫根尼正是在这里接受了教育。
普列奥布拉任斯基的幼年在浓厚的宗教氛围中度过，而且使他产生了对不平等的厌恶，他年幼时就爱好读书，在离开父亲开设的私立学校后，普列奥布拉任斯基在博尔霍夫公立学校又学习了两年（1895－1897），随后离开乡镇来到了省会奥廖尔的一所古典文理中学继续学业（1897－1905），普列奥布拉任斯基本人回忆他当时是“班上第二好的学生”。
在奥廖尔中学学习的几年中，普列奥布拉任斯基对政治产生了兴趣，并把注意力从学业转向了报纸、历史书和社会小说。14岁（1900）时，受到20世纪初渗透进俄国知识分子世界中的无神论思想影响，普列奥布拉任斯基放弃了对上帝的信仰，这样的叛逆行径使他与父亲产生隔阂达数十年。1902年，他的父亲成为了博尔霍夫教区的院长。
1901年起，普列奥布拉任斯基开始收集非法的激进文学作品，包括叶卡捷琳诺斯拉夫矿业学院革命学生的公告、抗议学生被殴打的记录、激进诗歌、歌曲的胶版印刷版本。当年夏天，回到博尔霍夫的家中的普列奥布拉任斯基仔细阅读了这些记录，并决心投身反抗沙皇政权的革命事业中。

## 失势
自1923年起，普列奥布拉任斯基就成为了托洛茨基所领导的左翼反对派的成员，并参与了奠定左翼反对派基础的《46人声明》的起草。至1927年，左翼反对派已与格·季诺维也夫、列·加米涅夫领导的新反对派、部分残余的工人反对派、民主集中派等派系合并为联合反对派。
1927年，联合反对派制定了一份全面总结了他们对党的路线的批评的纲领，并要求中央委员会印刷并分发以在12月的十五大上公开辩论，被否决后他们选择自行秘密印刷。9月12日/13日晚，国家政治保卫总局突击了秘密印刷点，并逮捕了负责印刷的谢尔盖·姆拉赫科夫斯基。9月28日，姆拉赫科夫斯基被开除党籍，普列奥布拉任斯基对此表示反对，于10月初（另一说为8月）也被开除党籍。11月7日，普列奥布拉任斯基参与了联合反对派在十月革命十周年之际的游行示威活动，在期间遭到了斯大林支持者的袭击。次年1月，被驱逐至乌拉尔斯克，在鞑靼苏维埃社会主义自治共和国国家计划委员会工作。

## 最后的反对活动
苏联工业化开始后，普列奥布拉任斯基表达了对斯大林的支持，并认为他正在执行左翼反对派的路线（此时他尚不知农村的情况），1929年7月，普列奥布拉任斯基与卡尔·拉狄克、伊瓦尔·斯米尔加致函苏共中央，公开与反对派决裂。次年1月，三人被恢复党籍。
1930-1932年，普列奥布拉任斯基担任下诺夫哥罗德地区计划委员会副主席。1932-1933年任苏联轻工业人民委员会委员。
约在1931年，与伊万·斯米尔诺夫等人再次创建了反对集团，1933年初该集团被国家政治保卫局破获，普列奥布拉任斯基被开除党籍、流放哈萨克三年。但在1933年12月恢复党籍。1936年，再次被开除党籍。1937年1月2日被捕，7月13日，因“组织青年托洛茨基主义中心、参与反革命恐怖组织”被判处死刑，当日执行。
1988年12月22日，获得平反。

## 著作

### 中译本
- 《共产主义ABC （页面存档备份，存于）》 （与布哈林合著，原作于1919年出版），中共中央马克思恩格斯列宁斯大林著作编译局国际共运史研究室译本
- 《新经济学 （页面存档备份，存于）》（原作于1926年出版），共产主义科学院出版社译本